# Don't Marry

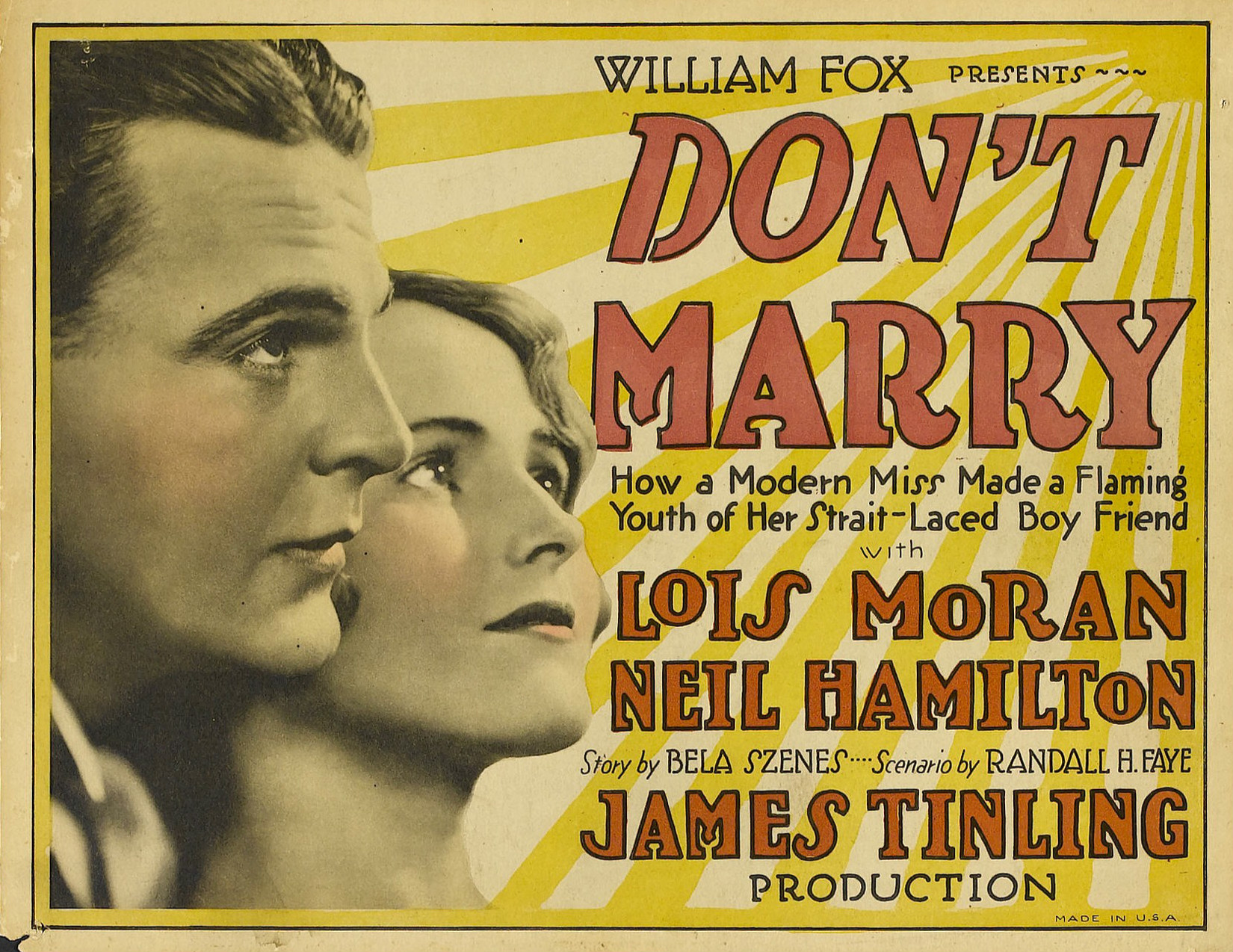
Carte promotionnelle pour la comédie américaine Don't Marry (1928)

Pour plus de détails, voir Fiche technique et Distribution.
Don't Marry (littéralement: Ne vous mariez pas) est un film américain réalisé par James Tinling, sorti en 1928.

## Fiche technique
- Titre : Don't Marry
- Réalisation : James Tinling
- Assistant-réalisateur : Lesley Selander
- Scénario : Randall Faye, d'après une histoire de Philip Klein (en) et Sidney Lanfield
- Intertitres : William Kernell
- Photographie : Joseph H. August
- Musique : Scott Bradley, Lou Gearen
- Producteur : William Fox
- Société de production : Fox Film Corporation
- Société de distribution : Fox Film Corporation
- Pays d'origine :  États-Unis
- Langue : Anglais américain
- Métrage : 1 739,80 m (6 bobines)
- Format : Noir et blanc — 35 mm — 1,33:1 — Muet
- Genre : Comédie
- Durée : 60 minutes (1 h 0)
- Dates de sortie : 
  - États-Unis : 20 mai 1928 (Première, New York) / 13 juin 1928 (sortie nationale)
  - Danemark : 11 juillet 1929

## Distribution
- Lois Moran : Priscilla Bowen / Betty Bowen
- Neil Hamilton : Henry Willoughby
- Henry Kolker : Gen. Willoughby
- Claire McDowell : Tante Abigail Bowen
- Lydia Dickson : Hortense